# Borok (rejon tarnoski)
Borok (ros. Борок) – wieś w Rosji, w rejonie tarnoskim obwodu wołogodzkiego. W 2021 r. była niezamieszkana.